# جنگ چماق
جنگ چماق یا جنگ گرز یا قیام دهقانان ( فنلاندی: Nuijasota، تلفظ: نویاسوتا، سوئدی: Klubbekriget ) به یک قیام یا شورش دهقانی در فنلاند گفته می‌شود که در آن زمان بخشی از پادشاهی سوئد بود.
جنگ چماق یک شورش بزرگ دهقانی در فنلاند در زمستان ۱۵۹۶–۱۵۹۷ بود که به جنگ تبدیل شد. دهقانان علیه جنگ سالاران، اشراف و شوالیه‌هایی که از آنها مالیات می‌گرفتند شورش کردند. جنگ قدرت بین زیگیسموند سوم و کارل نهم مرتبط بود، یعنی جنگ بین پادشاه زیگیسموند، که در لهستان زندگی می‌کرد، و عمویش، کارل نهم ( دوک چارلز )، که برای تثبیت موقعیت برای تاج و تخت سوئد در تلاش بود. هدف محلی شورش، متوجه کلاوس فلمینگ، فرمانده فنلاندی وفادار به زیگیسموند و سپاه نظامی وحشی و سنگدل او بود که دهقانان را در طول سالها به عناوین مختلف مورد بهره‌کشی قرار می‌دادند. از سوی دیگر، دوک چارلز، دهقانان فنلاندی را تشویق می کرد که نظامیان تحت امر فلمینگ را مورد آزار و اذیت قرار دهند. با اینهمه ارتش فلمینگ به راحتی دهقانان سرکش را شکست داد. حدود ۲۵۰۰ تا ۳۰۰۰ نفر در این جنگ جان باختند.

## پیشینه نام
این شورش دهقانی در بازه زمانی اتفاق افتاد که فنلاند بخشی از پادشاهی سوئد بود. نام این قیام از آنجا گرفته شده بود که دهقانان خود را به سلاح‌های مختلف مانند چماق، کلنگ، چنگک و گرز مسلح می‌کردند، زیرا این ابزارها را مؤثرترین سلاح در برابر دشمنان زره پوش خود می‌دانستند. دهقانان شمشیر، مقداری سلاح گرم و دو توپ نیز داشتند. در مقابل مخالفان آنها سربازان کلاس اریکسون فلمینگ، افراد مسلح حرفه ای، مسلح و زره پوش بودند.
تاریخ‌نگاری مدرن فنلاند این قیام را در چارچوب درگیری بین دوک چارلز و زیگیسموند سوم، پادشاه سوئد و لهستان ( جنگ علیه زیگیسموند ) می‌بیند. چارلز دهقانان را به شورش علیه اشراف فنلاندی که در طول درگیری از سیگیزموند حمایت کرده بودند تحریک کرد.

## عوامل ایجاد جنگ
جنگ‌های روسیه و سوئد (۹۵–۱۵۹۰) بار مالیاتی را افزایش داده بود که منفورترین آنها اسکان، حمایت و پرداخت هزینه‌های ارتش به دوش دهقانان تعبیر می‌شد.
قیام دهقانان در شب کریسمس ۱۵۹۵ آغاز شد و در ابتدا موفقیت‌آمیز بود، اما این شورش به زودی توسط نیروی سواره نظام سرکوب شد. به‌طور رسمی، جنگ چماق در اوستروبوتنیا با حمله دهقانان به کلیسای ایسوکورو در ۲۵ نوامبر ۱۵۹۶ آغاز شد. دهقانان در تعدادی از برخوردها با پیاده‌نظام پیروز شدند. کلاوس فلمینگ شروع به مذاکره برای آتش‌بس کرد که مستلزم تسلیم شدن رهبر دهقانان یاکو ایلکا بود. ایلکا برای جلوگیری از تسلیم و متفرق شدن ارتش دهقانان که توسط سربازان تعقیب می‌شد، فرار کرد. حداقل ۱۵۰۰ نفر ظرف دو ماه پس از شروع جنگ کشته شدند. به همراه ایلکا، پنج رهبر دیگر شورشیان در ۲۷ ژانویه ۱۵۹۷ اعدام شدند.

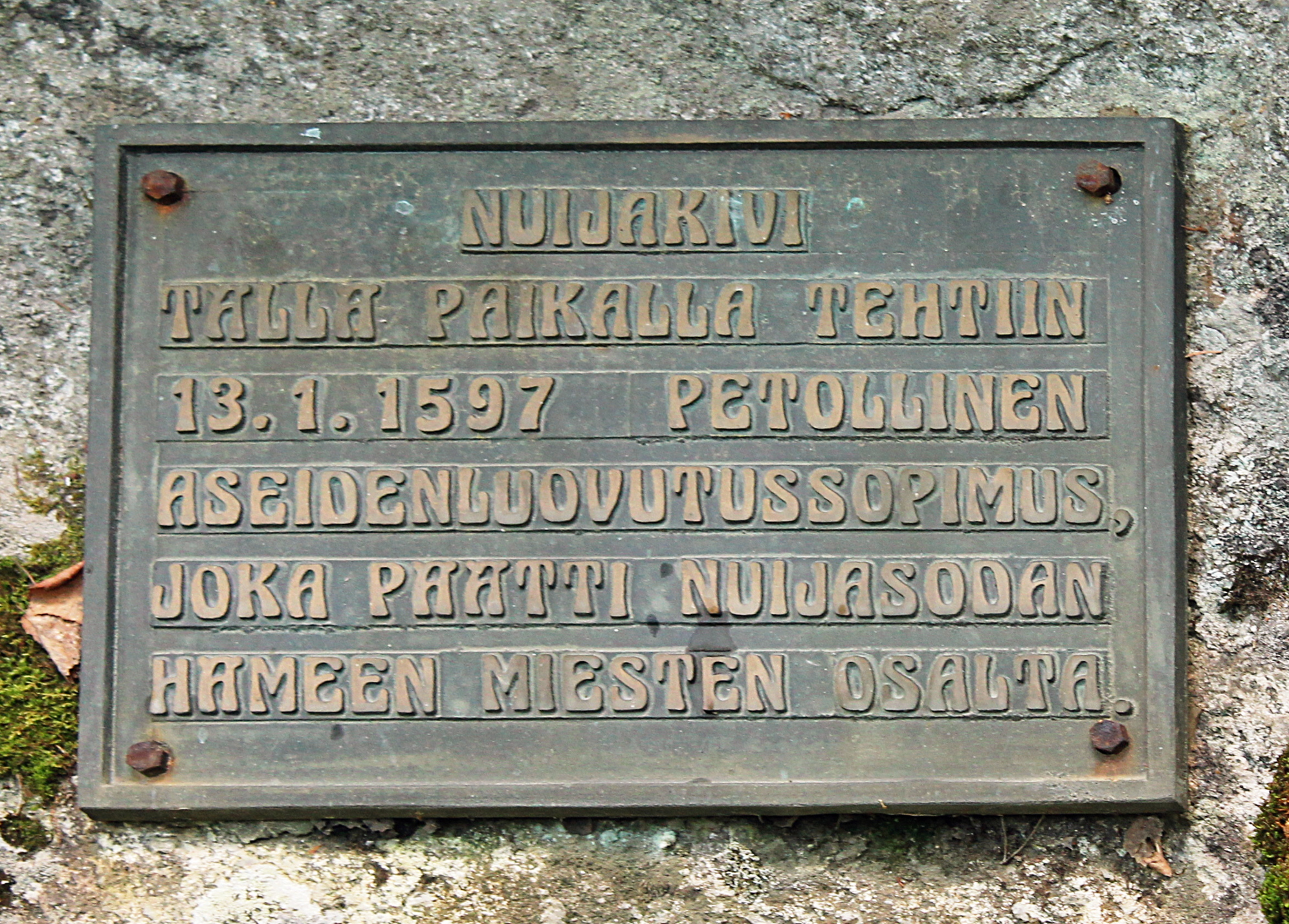
لوح یادبود تقدیم به دهقانان کشته شده

شورشیان عمدتاً دهقانان فنلاندی از استروبوتنیا، تاواستیا (استان تاریخی) و ساوونیای شمالی بودند.